# Neckera formosana
Neckera formosana är en bladmossart som beskrevs av Noguchi 1935. Neckera formosana ingår i släktet fjädermossor, och familjen Neckeraceae. Inga underarter finns listade i Catalogue of Life.